# Ри-Ки
Тип 95 Ри-Ки — самоходный кран, спроектированный в Японской империи. В отличие от многих других инженерных машин, создавался не на базе серийного танка, а имел оригинальное шасси.

## Описание

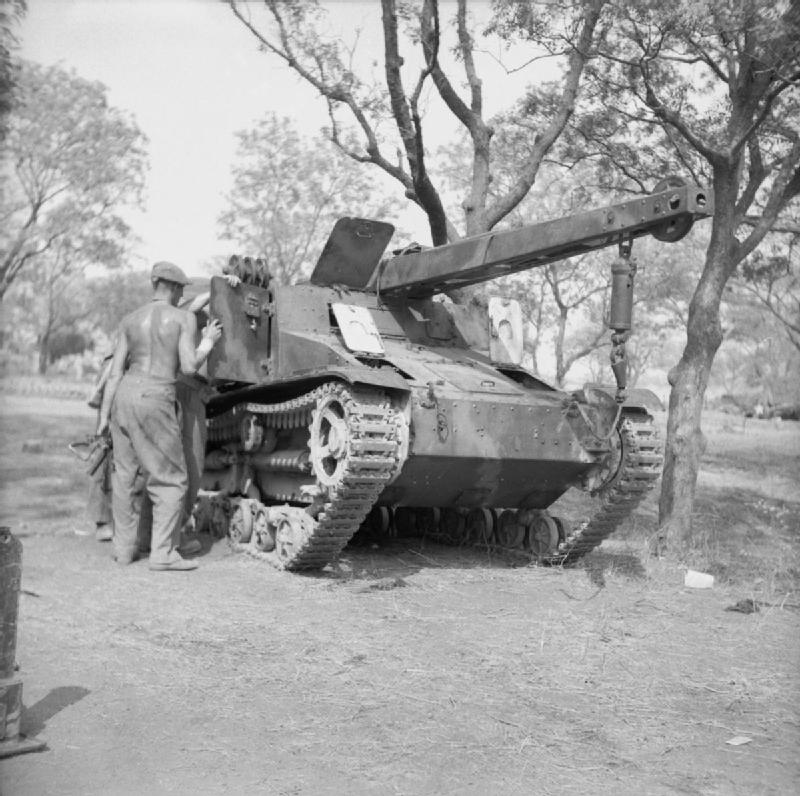
Британский солдат рассматривает захваченный у Мейтхилы (Бирма) самоходный кран Ри-Ки, 5 апреля 1945 года

Тип 95 Ри-Ки создавался специально для ремонта танков, масса которых была меньше 12 тонн.
Ходовая часть «Ри-Ки» состояла из 8 опорных катков малого диаметра сблокированных по два в четыре тележки с подвеской типа Хара, двух поддерживающих роликов, переднего ведущего и заднего направляющего колеса. В передней части корпуса были размещены элементы трансмиссии, за ними находилось отделение управления.
В кормовой части на поворотной платформе был установлен подъёмный кран. Масса крана составляла 3 тонны, длина стрелы 5500 мм, работа механизмов обеспечивалась системой электропривода. Максимальная грузоподъёмность, исходя из ставившихся перед машиной задач, не превышала 12 тонн. В походном положении стрела разворачивалась по ходу движения и закреплялась на рубке с помощью двух зажимов.
Всего было произведено 2 машины, поставленные в армию в 1941 году.

## Где можно увидеть
Россия: 55-й км Минского шоссе, Московская обл. — Парк «Патриот»: захвачен Красной армией в Харбине.